# Дуглас Х. Рінг
Дуглас Х. Рінг (28 березня 1907, Монтана — 8 вересня 2000, Ред-Бенк, Нью-Джерсі) — один із інженерів Bell Labs, які винайшли мобільний телефон. Історія технології стільникового телефону почалася 11 грудня 1947 року з внутрішньої записки, написаної Дугласом Х. Рінгом, у якій він запропонував розробку стільникової телефонної системи AT&T.
Незважаючи на те, що Мартін Купер з Motorola вважається винахідником першого портативного стільникового телефону та першою людиною, яка продемонструвала репортерам дзвінок із портативного мобільного телефону, у квітневому дзвінку Купера 1973 року використовувалася технологія стільникового телефону, винайдена та розроблена інженерами Bell Labs.

## Патенти на винаходи
- U.S. Patent 2 025 400 -- Volume Control Circuits, filed May 26, 1934
- U.S. Patent 2 165 509 -- Oscillation Generator, filed Apr 22, 1938
- U.S. Patent 2 225 928 -- Multiple Unit Steerable Antenna System, filed July 14, 1939
- U.S. Patent 2 406 402 -- Frequency Adjustment of Resonant Cavities, filed Sep 3, 1941
- U.S. Patent 2 410 838 -- Microwave Coupling System, filed Mar 26, 1942
- U.S. Patent 2 425 345 -- Microwave Transmission System, filed Dec 23, 1942
- U.S. Patent 2 633 492 -- Guided Wave Frequency Range, filed Dec 30, 1948
- U.S. Patent 2 629 782 -- Reduction of Phase Distortion, filed Aug 20, 1949
- U.S. Patent 2 639 326 -- Microwave Frequency Structure Using Hybrid Junctions, filed Mar 6, 1951
- U.S. Patent 2 629 772 -- Reduction of Phase Distortion, filed Sep 21, 1951
- U.S. Patent 2 775 700 -- Frequency Stabilized Oscillator, filed Oct 1, 1953
- U.S. Patent 3 032 723 -- High Speed Microwave Switching Networks, filed May 31, 1960